# Honaunau-Napoopoo
Honaunau-Napoopoo – jednostka osadnicza w Stanach Zjednoczonych, w stanie Hawaje, w hrabstwie Hawaiʻi.